# Хахотепра Себекхотеп
Хахотепра Себекхотеп V — фараон Древнего Египта, правивший приблизительно в 1700 — 1695 годах до н. э. Представитель XIII династии (Второй переходный период).
Ким Рихолт считает его 31-м правителем династии; Даррел Бейкер — 30-м, Юрген фон Беккерат и Детлеф Франке — 25-м.

## Личность
До исследования Рихолта преноменом Себекхотепа VI считался Мерхотепра. Согласуясь с археологическими фактами, Рихолт отнёс преномен Мерхотепра к Себекхотепу V, а Хахотепра к Себекхотепу VI.

## Сведения

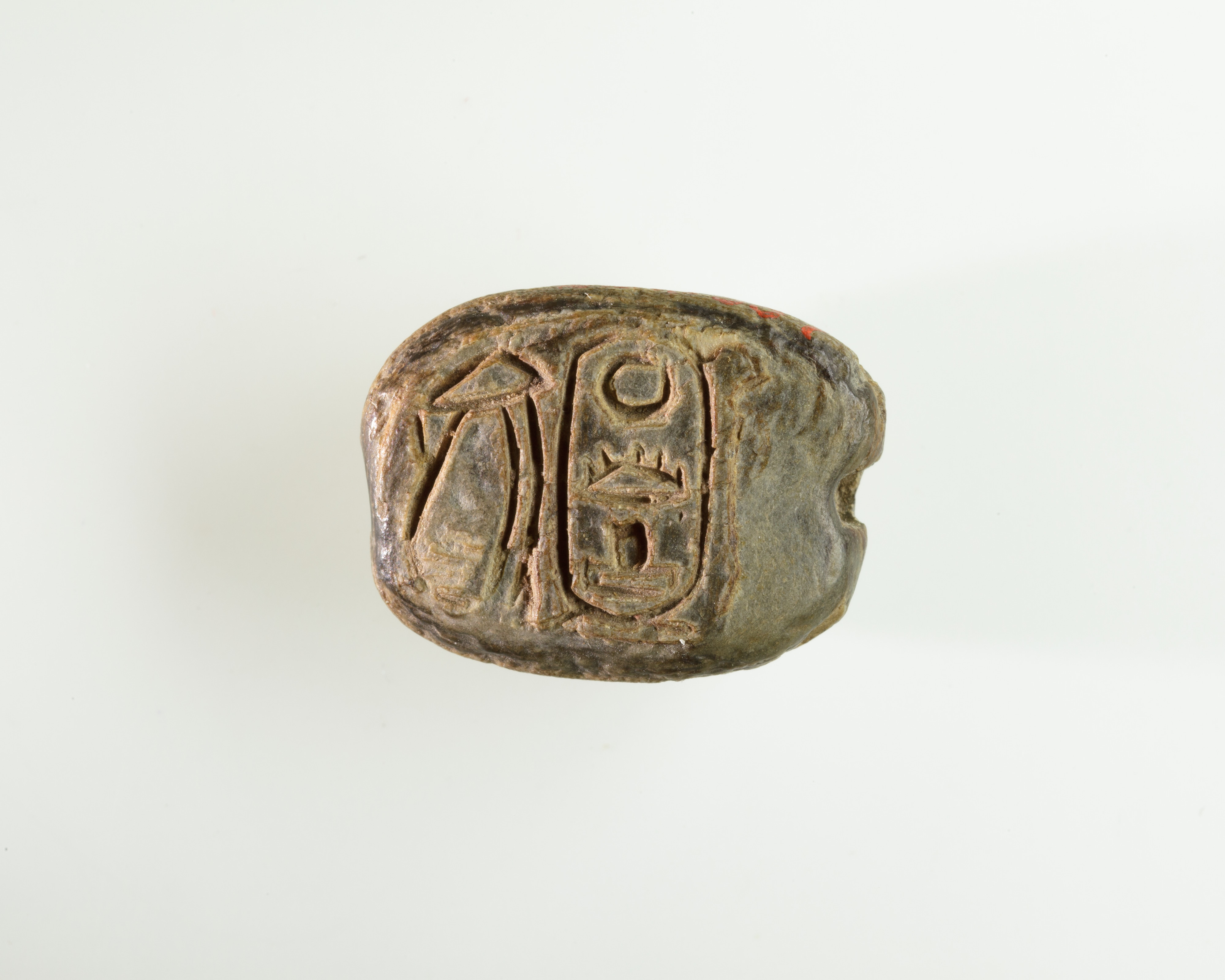
Скарабей Себекхотепа V или VI

Хахотепра Себекхотеп VI упомянут в Туринском папирусе как преемник Себекхотепа IV. Это произошло из-за отсутствия одной строки между их именами. Здесь, очевидно, значилось имя Себекхотепа V. Хахотепра Себекхотеп VI правил 4 года, 8 месяцев и 29 дней в 1719—1715 годы до н. э. (по Рихолту). Несмотря на это сравнительно долгого для данного периода правление, о Себекхотепе VI сохранилось незначительное число сведений: скарабей-печать из Абидоса, коленопреклонённая статуэтка фараона (возможно, из Кермы). Предметы неизвестного происхождения включают 6 печатей-скарабеев, цилиндрическую печать и оттиск печати. Скарабей с преноменом Хахотепра найден в гробнице Иерихона, что может являться подтверждением существовавших торговых связей между XIII династией и Левантом.
Именем Хахотепра начинается новая колонка Туринского папируса. Также имя Хахотепра упоминается и в Карнакском списке (№46). Подобно своим предшественникам, он проводил в храме Абидоса строительные работы, о которых нам известно благодаря работе археологов. От его правления сохранилось несколько скарабеев. Видимо, Хахотепра Себекхотеп правил около пяти лет.

## Семья
Хахотепра Себекхотепа VI, возможно, приходился сыном Себекхотепу IV, наиболее документированному правителю Второго переходного периода. Эта гипотеза основана на надписи, найденной в Вади эль-Худи. В случает такого родства матерью Себекхотепа VI могла быть Тян, жена Себекхотепа IV. Супругой Себекхотепа VI, возможно, была Хаэнуб (также Хаэснебу) или Нубхотепти.

### Имена Себекхотепа IV
Его тронным именем было Хахотепра, «Восходящий в качестве умиротворения бога солнца». Его личным именем, следовавшее после эпитета «сын Ра», было Себекхотеп, которое можно перевести как «Себек доволен».
| nswt&bity |

| nswt&bity |

| N5 | N28 | R4 |

| N5 | N28 | R4 |

| N5 | N28 | R4 |

| N5 | N28 | R4 |

| N5 | N28 | R4 |

| N5 | N28 | R4 |

| N5 | N28 | R4 |

| N5 | N28 | R4 |

| N5 | N28 | R4 · Ba15s · X1 · Q3 · Ba15as |

| N5 | N28 | R4 · Ba15s · X1 · Q3 · Ba15as |

| N5 | N28 | R4 · Ba15s · X1 · Q3 · Ba15as |

| N5 | N28 | R4 · Ba15s · X1 · Q3 · Ba15as |

| N5 | N28 | R4 · Ba15s · X1 · Q3 · Ba15as |

| N5 | N28 | R4 · Ba15s · X1 · Q3 · Ba15as |

| N5 | N28 | R4 · Ba15s · X1 · Q3 · Ba15as |

| N5 | N28 | R4 · Ba15s · X1 · Q3 · Ba15as |

| Ca1 | N5 | N28 · D36 · Y1 | R4 · X1 | Q3 | G7 | Ca2 |

| Ca1 | N5 | N28 · D36 · Y1 | R4 · X1 | Q3 | G7 | Ca2 |

| G39 | N5 |

| G39 | N5 |

| I3 | R4 · X1 · Q3 |

| I3 | R4 · X1 · Q3 |

| I3 | R4 · X1 · Q3 |

| I3 | R4 · X1 · Q3 |

| I3 | R4 · X1 · Q3 |

| I3 | R4 · X1 · Q3 |

| I3 | R4 · X1 · Q3 |

| I3 | R4 · X1 · Q3 |